# Тансудо
Тансудо́ (кор. 당수도, кит. 唐手道) путь танской (китайской) руки) — корейское боевое искусство, сосредоточенное на дисциплине и практике форм и последовательностей самозащиты. 
Хван Ки, основатель этого искусства, утверждал, что он создал тансудо, когда жил в Маньчжурии в 30-х годах XX века, основываясь на старых текстах о субак (старое корейское военное искусство). По словам специалистов тансудо, японское карате и китайские внутренние школы ушу могли повлиять на развитие тансудо (см. Тотэ). Во многих аспектах тансудо подобно карате и тхэквондо, однако практически не имеет акцента на спортивных соревнованиях. Объективный взгляд позволяет констатировать, что тансудо как методически, так и технически есть корейский вариант японского каратэ стиля Сётокан.
Тансудо можно считать близким к тхэквондо, однако его базовые принципы отличаются большей приверженностью традициям.

## История тансудо

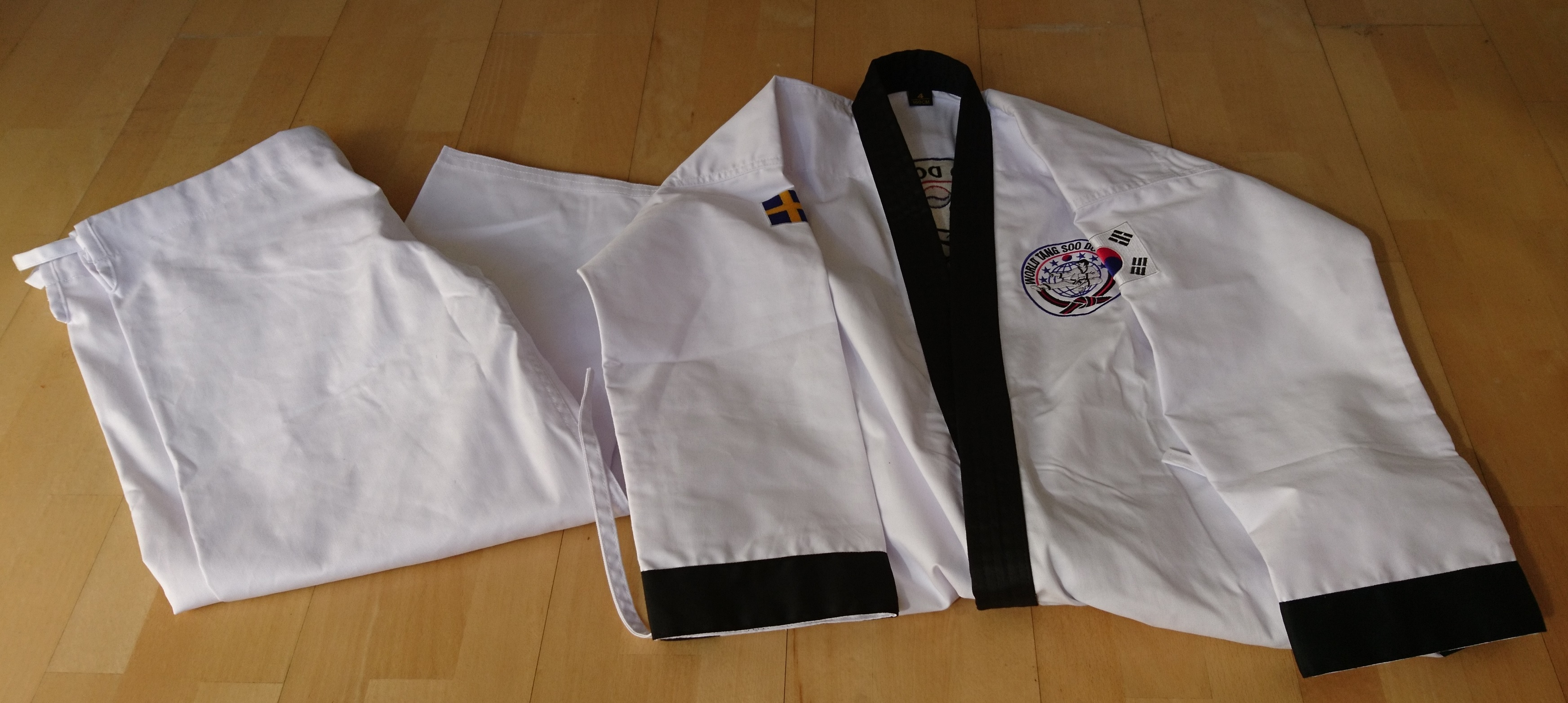
Тобок

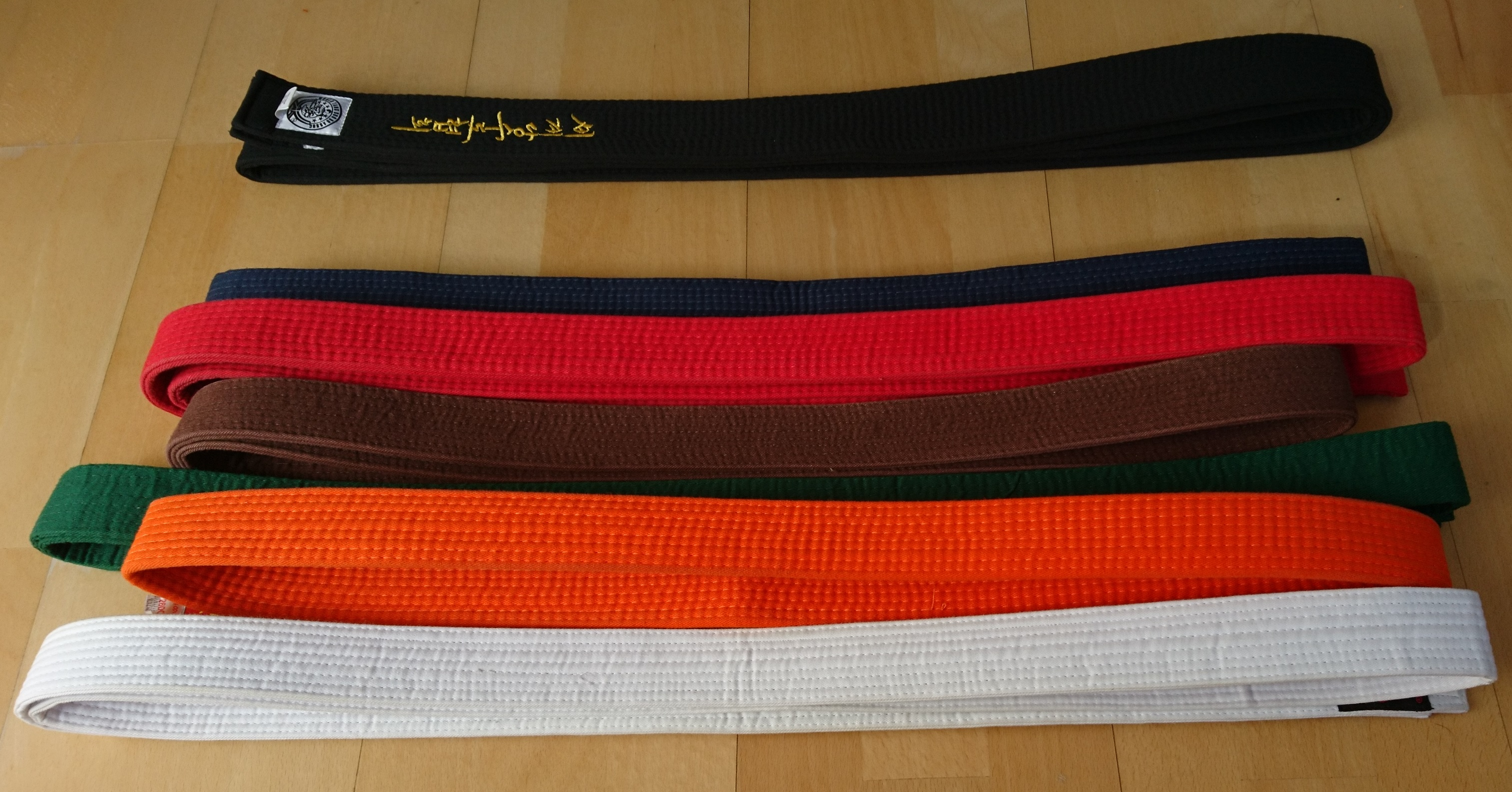

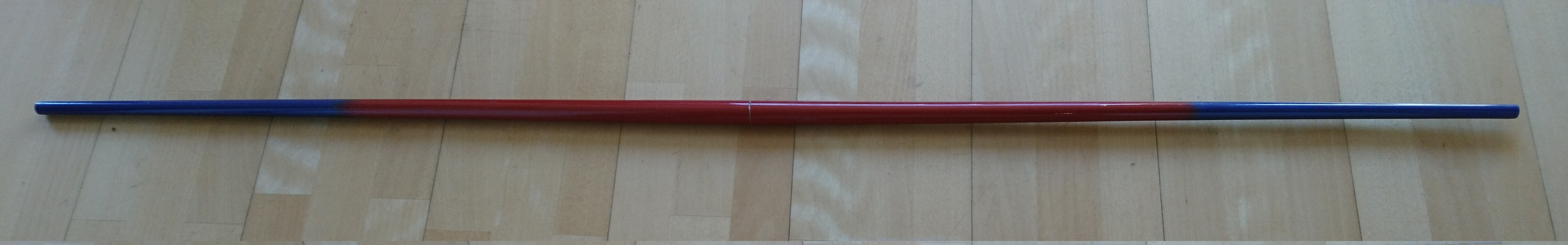
Бонг

На корейском полуострове ряд школ боевых искусств подверглись запрету со стороны японских властей на 35 лет. Эти школы, включая тансудо, действовали в подполье и возродились после окончания Второй Мировой Войны. В новой Корее первая школа тансудо стала Чундогван, основанная в 1944 мастером Вон Кук Ли. После освобождения корейской нации в августе 1945 года были открыты ещё четыре школы: Мудоккван, Сонмугван, Чидогван и Чанмугван. После окончания гражданской войны между Севером и Югом (1950—1953) список пополнился другими школами («кванами»).
В декабре 1955, с утверждением президента республики Южная Корея, Ли Сын Мана, была устроена встреча основателей главных школ. 
Целью этой встречи была унификация разных школ, наименование военного искусства и придача формы национального военного искусства.
Среди большого количества уже существующих названий было «тхэквондо», предложенное генералом Чхве Хон Хи. 
В 1961 была организована «Корейская Ассоциация Тхэсудо». Мудоккван Мастера Хван Ки и Идокван Мастера Пён Юнгэ оставались верны традициям. 
Новая организация отделила техническое наследование старого тансудо в 1962. Спортивный бой с использованием прыжков, пинков и кулаков сформировал тхэсудо; методы личной защиты с использованием блоков и бросков стали «Хапкидо». 
С другой стороны методы нейконг (внутренняя работа), которые управляют дыханием, энергией (Ки) и умственной концентрацией, стали не очень заметными. В 1964 году организация получила новое название — «Корейская ассоциация тхэквондо», которое стало окончательным.
В 1966 родилась «международная Федерация Тхэквондо». 
Её целью должна была стать распространение новорождённой дисциплины в остальной части мира. 
Его основатель — корейский генерал Чхве. 
В 1971 тхэквондо становится национальным спортом Южной Кореи. 
В 1973 основана «Мировая Федерация Тхэквондо», под председательством доктора Ким Ун-ёна. 
Она была основана в противовес Международной федерации тхэквондо. 
Международная федерация тхэквондо после ряда непрерывных изменений получила поддержку Северной Кореи. 
Тем временем, тхэквондо стала олимпийским видом спорта Игр: Сеул 1988, Барселона 1992. 
Школы, преданные тансудо распространяясь вне Кореи, в основном в Америке, Европе, Южной Африке.

## Техники боя в тансудо

### Стойки
В тансудо представлено множество стоек, различающихся по сложности и назначению. К числу базовых относится, например, «стойка готовности», обеспечивающая устойчивость и подготовку к действию. Более сложные стойки, такие как «стойка на одной ноге» или «стойка аиста», требуют развитого чувства баланса и координации.

### Основные техники
Основные техники тансудо отличаются простотой и эффективностью. Ученики осваивают полный набор базовых приемов, включая блоки, удары руками и ногами, характерные для классического тансудо. В тоджанъ (школах тансудо) особое внимание уделяется «искусству», а не исключительно боевой практике. Среди техник рук выделяются разнообразные удары кулаком и приемы с использованием «руки-ножа». Каждая техника имеет строгую форму исполнения и конкретное применение, позволяя использовать её как для защиты, так и для атаки. Тансудо как боевое искусство делает значительный акцент на техниках ног, подчеркивая развитие гибкости. Ноги применяются как для блоков, так и для наступательных действий.

## Тренировка тансудо
В традиционном методе тренировки, студент должен прежде всего изучить основы. Позже он изучает бой одного шага и трёх шагов. Бой одного шага учит концентрироваться, а бой трёх шагов учит движению вперед и назад, а также выбору правильной дистанции к противнику. Вместе, они дают ученику уверенность, которая нужна чтобы успешно блокировать и нападать в свободном бою.

### Умственная тренировка
Учителя подчеркивают важность принципов и кредо тансудо, студенты изучают дисциплину и уважение. Уверенность в себе, концентрация и контроль также подчеркнуты, потому что они — важные аспекты каждодневной жизни.

### Практика основ (кхибон)
Учащиеся практикуют основные техники с походом почти в течение каждого урока. Это помогает им понимать динамику движения и это совершенствует технику повторением. Основы преподают им хороший баланс и правильную стойку.

### Формы (хён)
Формы — это предопределённые последовательности основных техник. Формы в тансудо получены из нескольких стилей военных искусств. Действительно, большинство их — версии ката каратэ. Они показывают применение всех основных техник в разнообразии ситуаций. Форму рассматривают, как будто исполнитель формы защищается от многих врагов. Хён — устроены образцы техник которые студенты практикуют на всех уровнях. Изучение форм увеличивает способности понимания и запоминания. Формы формируют основные техники и они преподают стратегию, тактику, выбор времени и баланс. Если тансудо рассматривают как «искусство для искусства», формы легко изучимы и они напоминают своего рода танец. В то время как учащийся прогрессирует в способности, хён становятся более сложными. Формы — это часть обучения тансудо, которые учащийся может легко практиковать почти где угодно.

### Бой (тэрён)
Тренировочный бой даёт шанс использовать свободно все техники против одного или нескольких противников. Важным фактором является самообладание, а также надлежащий выбор времени, позиция и техники преодоления обороны противника. Хотя дополнительные шлемы, перчатки и ботинки доступны, приветствуется правило ухода от любого контакта.

#### Бой одного шага (ханбондэ-рён)
Это упражнение позволяет тренирующемуся освоить самозащиту против известного нападения в управляемой манере. Цель — развитие автоматических реакций в некоторых ситуациях. Они позволяют изучать правильное расстояние и выбор времени, которые являются двумя критическими факторами в реальном бое. Это также даёт уверенность в себе и управление. Это — способ занятий, которые очень управляемы, безопасны, и неконтактны.

#### Свободный бой (чаюдэ-рён)
Свободный бой в тансудо предоставляет возможность отрабатывать техники в условиях взаимодействия с противником в контролируемой среде. Основная цель заключается в освоении навыков самозащиты в непредсказуемых ситуациях. При этом безопасность остается приоритетной. В традиционном подходе отсутствует необходимость в тренировках с тяжёлым мешком для увеличения силы ударов или подготовки к свободному бою. Это объясняется тем, что акцент делается на управлении техникой, а не на полном контакте. Студенты приостанавливают удары вблизи цели, что позволяет им в реальной ситуации легко нанести удар при необходимости.
Традиционная теория утверждает, что постоянный контакт во время тренировок затрудняет контроль над техниками. Напротив, практика управления позволяет студенту свободно перейти к полноценному удару, когда это требуется. Если в свободном бою студент регулярно использует контакт, его техника может стать хаотичной и необузданной. Однако при отработке управляемого боя техника становится более точной и контролируемой. Эти подходы к ведению боя могут проявляться и в повседневной жизни вне тренировочного зала. Поскольку полный контакт запрещён, защитное снаряжение обычно не применяется. Использование боксёрских перчаток и защиты для ног побуждает к нанесению сильных ударов, что мешает студенту оценить правильность исполнения техники. Для предотвращения этой проблемы традиционные мастера рекомендуют использовать лёгкую защиту на кулаки и подъёмы стоп, достаточную для предотвращения травм при случайном контакте.
Современный подход к свободному бою приближен к формату кикбоксинга. Студенты используют боксёрские перчатки, защиту для ног и головы, что отражает более спортивную ориентацию тренировок.
Независимо от того, направлен ли свободный бой на соревнования или уличную самооборону, студенту необходимо развивать выносливость. Для этого требуются прочные базовые навыки и владение техниками боя одного шага и трёх шагов, которые способствуют укреплению физической стойкости. Этот процесс не происходит мгновенно: обычно требуется от двух до трёх месяцев регулярных тренировок для достижения заметного уровня выносливости. Ключевую роль играет правильное дыхание. Студент должен синхронизировать вдохи и выдохи с атаками и блоками. Если дыхание задерживается во время выполнения действий, студент может продолжать бой, но со временем устаёт и теряет способность действовать эффективно. Напротив, правильное дыхание увеличивает продолжительность активного сопротивления, позволяя студенту сохранять силы на протяжении всего боя.

#### В культуре
Значительный вклад в распространение и популяризацию тансудо на Западе внесли известные личности, такие как Чак Норрис, Хлоя Брюс и другие знаменитости

#### В играх
В играх Mortal Kombat:Deception и Mortal Kombat:Armageddon этим стилем пользуются Хавик и Куан Чи.